# 黄杨河
黄杨河，旧称泥湾门水道，位于中华人民共和国广东省珠海市斗门区境内，北起粉洲沙仔尾，承接螺洲溪和赤粉水道来水，东南流至尖峰山鬼仔角，全长14千米，水道弯曲系数1.02，主槽最深处（白蕉镇白石大围附近）12.6米，河宽300～550米，平均比降-0.07‰，总落差1.0米。因流经斗门主要工业经济区，水质污染较重。
黄杨河原来在鬼仔角向东南经泥湾门入海。1958－1975年，经历白藤堵海，河湖分家，筑闸排水，围垦开发，现设一座过船闸和保留一条友谊河通向白藤水闸，原泥湾门海区已变成半陆半湖，通称白藤湖，泥湾门已不复存在。原泥湾门水道改称“黄杨河”，全部洪量在鬼仔角转西南流入鸡啼门水道。